# 陈建功旧居
陈建功故居位于中国浙江省绍兴市越城区人民中路354号，南临观音弄、北靠崇德小学堂旧址（因建造绍兴市商业银行办公大楼移建至此），为建于清末的砖木结构建筑，民国二十年（1931）由陈氏购入。建筑占地390平方米，分前后两进，均为面阔三间、硬山顶，第一进东次间为陈建功书房兼卧室，存有陈氏所用写字台、藤椅和书柜等。